# Olios albus
Olios albus là một loài nhện trong họ Sparassidae.
Loài này thuộc chi Olios. Olios albus được Cândido Firmino de Mello-Leitão miêu tả năm 1918.